# Ращат
 Тази статия е за града в Германия.  За окръга вижте Ращат (окръг).  
Ращат (на немски: Rastatt) е град в югозападната част на Германия.
От 1992 година в града работи завод за сглобяване на автомобили на марката „Мерцедес-Бенц“.

## Побратимени градове
- Уокинг, Великобритания[2]